# Azzedine Ounahi

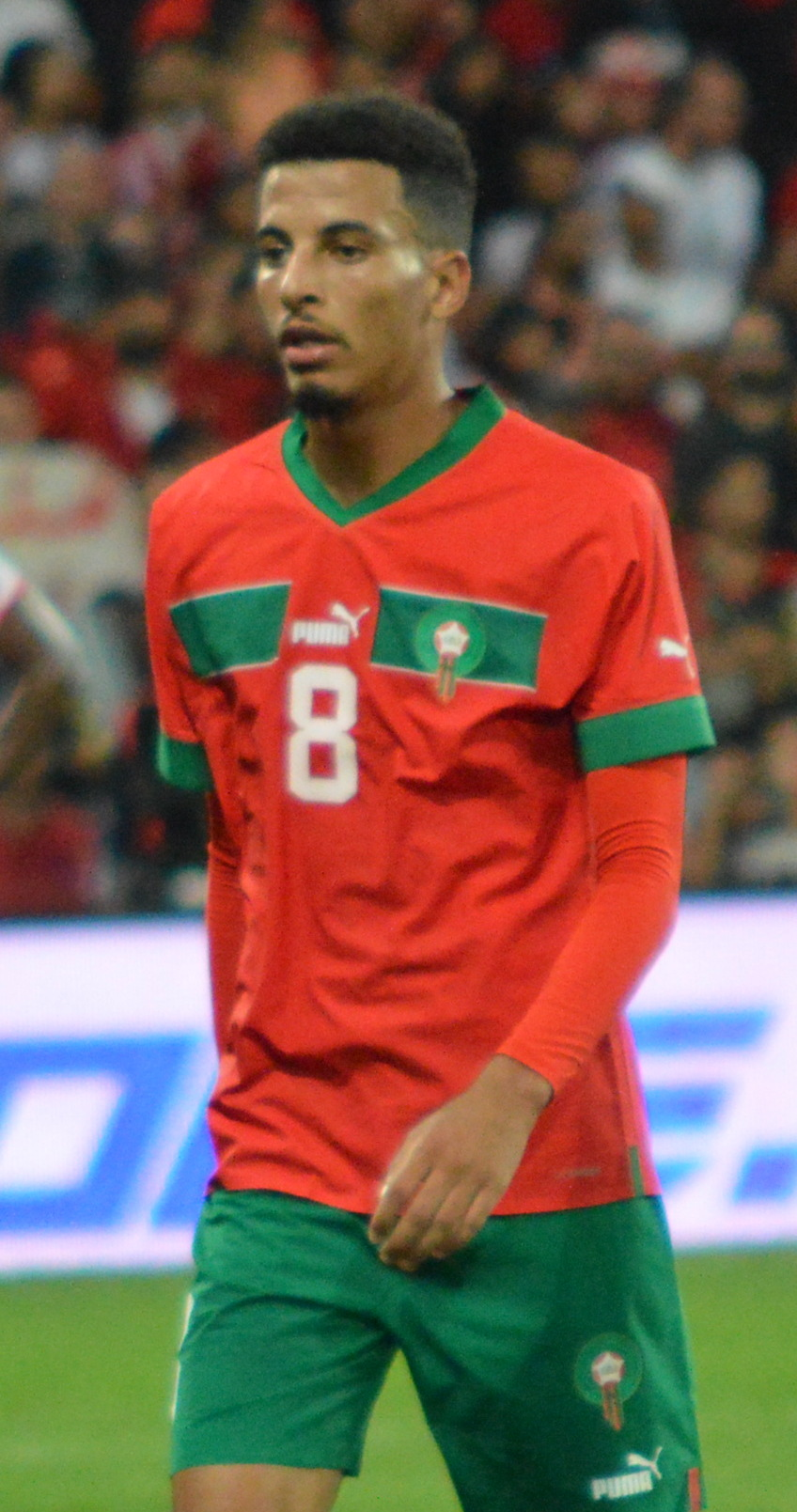
Ounahi während des Freundschaftsspiels von Marokko und Burkina Faso in Lens im September 2023

Azzedine Ounahi (arabisch عز الدين أوناهي, DMG ʿIzz ad-Dīn Ūnāhī; * 19. April 2000 in Casablanca) ist ein marokkanischer Fußballspieler, der aktuell als Leihspieler von Olympique Marseille bei Panathinaikos Athen spielt.

## Karriere

### Verein
Ounahi begann seine fußballerische Ausbildung bei der Mohamed VI Football Academy in Marokko, wo er bis 2018 spielte. Im Sommer wechselte er nach Frankreich zu Racing Straßburg. In seiner ersten Saison 2018/19 spielte er 20 Mal für die zweite Mannschaft in der National 3. Die Folgespielzeit 2019/20 beendete er mit einem Tor in 15 Fünftligaeinsätzen. Zudem stand er die ersten Male bei den Profis im Kader. Im August 2020 wechselte er in die National zur US Avranches. Am 28. August 2020 (2. Spieltag) wurde er gegen Stade Laval eingewechselt und debütierte somit für Avranches. Drei Wochen später schoss er gegen Stade Briochin den 2:1-Siegtreffer, welcher zugleich sein erster Treffer in der National war. Insgesamt spielte er 28 Mal für die USA und schoss fünf Tore.
Vor Beginn der nächsten Saison wechselte er zum Erstligisten SCO Angers. Bei seinem Profidebüt gegen Olympique Lyon schoss er in der 77. Minute das 3:0 für Angers. Am 28. Januar 2023 wurde sein Wechsel zum Ligakonkurrenten Olympique Marseille bekanntgegeben.
Im September 2024 wurde er an Panathinaikos Athen ausgeliehen.

### Nationalmannschaft
Ounahi kam im Juni 2018 zweimal für die marokkanischen U20-Männer zum Einsatz, wobei er einmal traf. Im Januar 2022 debütierte er für die A-Nationalmannschaft.